# هيربون إستيتس
هيربون إستيتس (بالإنجليزية: Hebron Estates, Kentucky)‏ هي مدينة تقع في مقاطعة بوليت، كنتاكي بولاية كنتاكي في وسط جنوب شرق الولايات المتحدة. تبلغ مساحة هذه المدينة 1.6 (كم²)، وترتفع عن سطح البحر 157 م، بلغ عدد سكانها 1087 نسمة في عام 2010 حسب إحصاء مكتب تعداد الولايات المتحدة وتصل الكثافة السكانية فيها 681.4 نسمة/كم2.

## التركيبة السكانية
حدّد مكتب تعداد الولايات المتحدة بيانات التركيبة السكانية لهيربون إستيتس في تعداد الولايات المتحدة. في ما يلي، التركيبة السكانية حسب تعدادي 2000 و2010.

### تعداد عام 2000
بلغ عدد سكان هيربون إستيتس 1,104 نسمة بحسب تعداد عام 2000، وبلغ عدد الأسر 432 أسرة وعدد العائلات 326 عائلة مقيمة في المدينة. في حين سجلت الكثافة السكانية 721.6 نسمة لكل كيلومتر مربع (1,868.9/ميل2). وبلغ عدد الوحدات السكنية 442 وحدة بمتوسط كثافة قدره 288.9 لكل كيلومتر مربع (748.2/ميل2).
وتوزع التركيب العرقي للمدينة بنسبة 97.83% من البيض و0.18% من الأمريكيين الأفارقة و0.18% من الأمريكيين الأصليين و0.54% من الأمريكيين ذوي الأصول الآسيوية و0.18% من الأعراق الأخرى و1.09% من عرقين مختلطين أو أكثر.
بلغ عدد الأسر 432 أسرة كانت نسبة 31% منها لديها أطفال تحت سن الثامنة عشر تعيش معهم، وبلغت نسبة الأزواج القاطنين مع بعضهم البعض 68.1% من أصل المجموع الكلي للأسر، ونسبة 4.9% من الأسر كان لديها معيلات من الإناث دون وجود شريك،  بينما كانت نسبة 2.5% من الأسر لديها معيلون من الذكور دون وجود شريكة وكانت نسبة 24.5% من غير العائلات. تألفت نسبة 19.4% من أصل جميع الأسر من عدة أفراد يعيشون في نفس المنزل ونسبة 4.4% كانت تتألف من شخص يعيش بمفرده يبلغ من العمر 65 عاماً أو أكثر. وبلغ متوسط حجم الأسرة المعيشية 2.56، أما متوسط حجم العائلات فبلغ 2.96.
بلغ العمر الوسطي للسكان 41.1 عاماً. وكانت نسبة 20.2% من القاطنين تحت سن الثامنة عشر، وكانت نسبة 10.1% بين الثامنة عشر والرابعة والعشرين عاماً، ونسبة 28.5% كانت واقعةً في الفئة العمرية ما بين الخامسة والعشرين والرابعة والأربعين عاماً، ونسبة 32.3% كانت ما بين الخامسة والأربعين والرابعة والستين، ونسبة 8.9% كانت ضمن فئة الخامسة والستين عاماً فما فوق. يوجد لكل 100 أنثى 98.9 ذكر، ويوجد لكل 100 أنثى في الثامنة عشر من عمرها فما فوق 96.7 ذكر.
بلغ متوسط دخل الأسرة في المدينة 51,146 دولارًا، أما متوسط دخل العائلة فبلغ 59,732 دولارًا. وكان متوسط دخل الذكور 40,511 دولارًا مقابل 26,875 دولارًا للإناث. وسجل دخل الفرد الخاص بالمدينة 22,748 دولارًا. وكانت نسبة 0% من العائلات ونسبة 2% من السكان تحت خط الفقر، وكان من هؤلاء نسبة 0% تحت سن الثامنة عشر ونسبة 5.7% في الخامسة والستين من العمر وما فوق.

### تعداد عام 2010
بلغ عدد سكان هيربون إستيتس 1,087 نسمة بحسب تعداد عام 2010، وبلغ عدد الأسر 445 أسرة وعدد العائلات 334 عائلة مقيمة في المدينة. في حين سجلت الكثافة السكانية 710.5 نسمة لكل كيلومتر مربع (1,840.2/ميل2). وبلغ عدد الوحدات السكنية 456 وحدة بمتوسط كثافة قدره 298 لكل كيلومتر مربع (771.8/ميل2).
وتوزع التركيب العرقي للمدينة بنسبة 95.77% من البيض و0.37% من الأمريكيين الأفارقة و0.28% من الأمريكيين الأصليين و1.01% من الأمريكيين ذوي الأصول الآسيوية و0.28% من الأعراق الأخرى و2.30% من عرقين مختلطين أو أكثر و1.01% من الهسبانيون أو اللاتينيون من أي عرق.
بلغ عدد الأسر 445 أسرة كانت نسبة 23.4% منها لديها أطفال تحت سن الثامنة عشر تعيش معهم، وبلغت نسبة الأزواج القاطنين مع بعضهم البعض 64.9% من أصل المجموع الكلي للأسر، ونسبة 6.3% من الأسر كان لديها معيلات من الإناث دون وجود شريك،  بينما كانت نسبة 3.8% من الأسر لديها معيلون من الذكور دون وجود شريكة وكانت نسبة 24.9% من غير العائلات. تألفت نسبة 19.8% من أصل جميع الأسر من عدة أفراد يعيشون في نفس المنزل ونسبة 5.8% كانت تتألف من شخص يعيش بمفرده يبلغ من العمر 65 عاماً أو أكثر. وبلغ متوسط حجم الأسرة المعيشية 2.44، أما متوسط حجم العائلات فبلغ 2.78.
بلغ العمر الوسطي للسكان 48.0 عاماً. وكانت نسبة 15.5% من القاطنين تحت سن الثامنة عشر، وكانت نسبة 9.1% بين الثامنة عشر والرابعة والعشرين عاماً، ونسبة 19.7% كانت واقعةً في الفئة العمرية ما بين الخامسة والعشرين والرابعة والأربعين عاماً، ونسبة 39.6% كانت ما بين الخامسة والأربعين والرابعة والستين، ونسبة 16.2% كانت ضمن فئة الخامسة والستين عاماً فما فوق. وتوزع التركيب الجنسي للسكان بنسبة 50.1% ذكور و49.9% إناث.

## وصلات خارجية
- The US50 - Cities and Towns in Kentucky State